# Ludovico I di Baviera (duca)
Ludovico I di Wittelsbach (Kelheim, 23 dicembre 1173 – Kelheim, 15 settembre 1231) fu duca di Baviera dal 1183 e conte palatino del Reno dal 1214.
Era figlio di Ottone I e di Agnese di Loon.

## Biografia

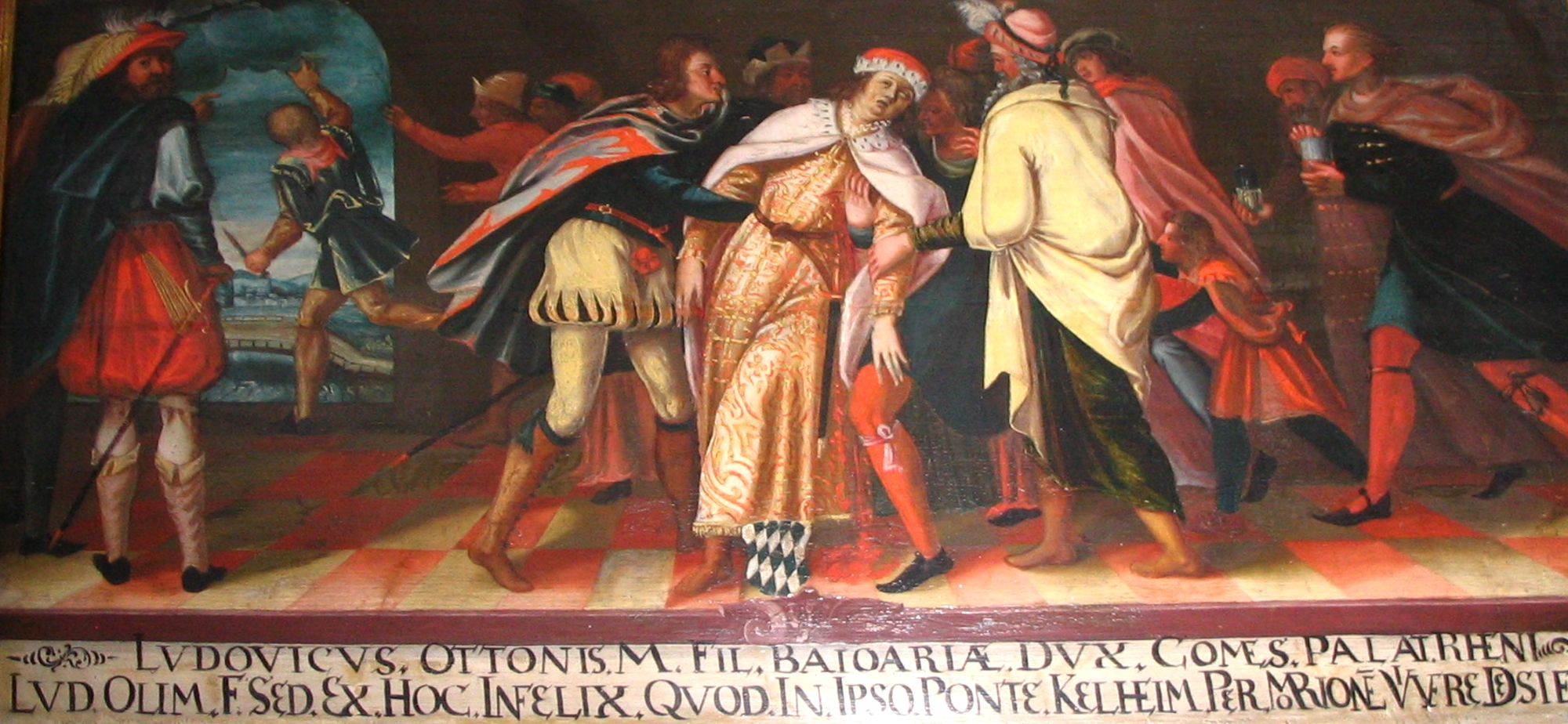
Ludovico I di Baviera

Estese il ducato di Baviera e fondò diverse città come Landshut nel 1204, Straubing nel 1218 e Landau an der Isar nel 1224. 
Dopo l'assassinio di Filippo di Svevia, per cui aveva firmato la dichiarazione dei principi di Spira, da parte del cugino Ottone VIII, sostenne l'Imperatore Ottone IV, che da poco aveva ufficialmente riconosciuto il dominio dei Wittelsbach sulla Baviera. Ma nel 1211 Ludovico parteggiò per gli Hohenstaufen, capeggiati dall'Iimperatore Federico II, che lo ricompensò con il Palatinato del Reno nel 1214.
Suo figlio Ottone sposò Agnese del Palatinato, una pronipote del duca Enrico il Leone e di Corrado III di Svevia. Con questo matrimonio, i Wittelsbach ottennero ufficialmente il Palatinato e lo mantennero sino al 1918. 
Nel 1221 Ludovico partecipò alla quinta crociata e venne fatto prigioniero in Egitto. Venne assassinato nel 1231 su un ponte presso Kelheim, in Baviera. L'assassino fu subito giustiziato, ma le successive avversioni della famiglia Wittelsbach verso la città di Kelheim, fecero in modo che essa perdesse il privilegio di residenza ducale. Ludovico venne sepolto nella cripta dell'abbazia di Scheyern.

## Matrimonio ed erede
Sposò Ludmilla di Boemia. Dal matrimonio nacquero una serie di figli, di cui raggiunse l'età adulta solo Ottone II.

## Ascendenza
|                                  |                   |                                                 | Genitori             |  |  | Nonni |  |  | Bisnonni              |  |  | Trisnonni            |  |
|                                  |                   |                                                 |                      |  |  |       |  |  | Eccardo I di Scheyern |  |  | Ottone I di Scheyern |  |
|                                  |                   |                                                 |                      |  |  |       |  |  | Eccardo I di Scheyern |  |  | Ottone I di Scheyern |  |
|                                  |                   | Haziga di Dießen                                |                      |  |  |       |  |  | Eccardo I di Scheyern |  |  |                      |  |
| Ottone IV di Wittelsbach         |                   |                                                 |                      |  |  |       |  |  | Eccardo I di Scheyern |  |  |                      |  |
|                                  |                   | Richgarda di Weimar-Istria                      | Ulrico I di Carniola |  |  |       |  |  |                       |  |  |                      |  |
|                                  |                   | Richgarda di Weimar-Istria                      | Ulrico I di Carniola |  |  |       |  |  |                       |  |  |                      |  |
|                                  |                   | Richgarda di Weimar-Istria                      | Sofia d'Ungheria     |  |  |       |  |  |                       |  |  |                      |  |
| Ottone I di Baviera              |                   | Richgarda di Weimar-Istria                      |                      |  |  |       |  |  |                       |  |  |                      |  |
|                                  |                   | Federico III di Pettendorf-Lengenfeld-Hopfenohe | …                    |  |  |       |  |  |                       |  |  |                      |  |
|                                  |                   | Federico III di Pettendorf-Lengenfeld-Hopfenohe | …                    |  |  |       |  |  |                       |  |  |                      |  |
|                                  |                   | Federico III di Pettendorf-Lengenfeld-Hopfenohe | …                    |  |  |       |  |  |                       |  |  |                      |  |
| Heilika di Pettendorf-Lengenfeld |                   | Federico III di Pettendorf-Lengenfeld-Hopfenohe |                      |  |  |       |  |  |                       |  |  |                      |  |
|                                  |                   | …                                               | …                    |  |  |       |  |  |                       |  |  |                      |  |
|                                  |                   | …                                               | …                    |  |  |       |  |  |                       |  |  |                      |  |
|                                  |                   | …                                               | …                    |  |  |       |  |  |                       |  |  |                      |  |
| Ludovico I di Baviera            |                   | …                                               |                      |  |  |       |  |  |                       |  |  |                      |  |
|                                  | Adolfo II di Loon | …                                               |                      |  |  |       |  |  |                       |  |  |                      |  |
|                                  | Adolfo II di Loon | …                                               |                      |  |  |       |  |  |                       |  |  |                      |  |
|                                  | Adolfo II di Loon | …                                               |                      |  |  |       |  |  |                       |  |  |                      |  |
| Luigi I di Loon                  | Adolfo II di Loon |                                                 |                      |  |  |       |  |  |                       |  |  |                      |  |
|                                  |                   | Adelaide/Agnese                                 | …                    |  |  |       |  |  |                       |  |  |                      |  |
|                                  |                   | Adelaide/Agnese                                 | …                    |  |  |       |  |  |                       |  |  |                      |  |
|                                  |                   | Adelaide/Agnese                                 | …                    |  |  |       |  |  |                       |  |  |                      |  |
| Agnese di Loon                   |                   | Adelaide/Agnese                                 |                      |  |  |       |  |  |                       |  |  |                      |  |
|                                  |                   | Folmar V di Metz                                | …                    |  |  |       |  |  |                       |  |  |                      |  |
|                                  |                   | Folmar V di Metz                                | …                    |  |  |       |  |  |                       |  |  |                      |  |
|                                  |                   | Folmar V di Metz                                | …                    |  |  |       |  |  |                       |  |  |                      |  |
| Agnese di Metz                   |                   | Folmar V di Metz                                |                      |  |  |       |  |  |                       |  |  |                      |  |
|                                  |                   | Matilde di Dagsburg                             | …                    |  |  |       |  |  |                       |  |  |                      |  |
|                                  |                   | Matilde di Dagsburg                             | …                    |  |  |       |  |  |                       |  |  |                      |  |
|                                  |                   | Matilde di Dagsburg                             | …                    |  |  |       |  |  |                       |  |  |                      |  |
|                                  |                   | Matilde di Dagsburg                             |                      |  |  |       |  |  |                       |  |  |                      |  |